# Господари на ефира
„Господари на ефира“ e комедийно шоу, посветено на гафове в българските телевизии. Изпълнителен продуцент на предаването е „Global Vision“, която впоследствие се нарича „Global Frame“. Предаването е излъчвано по „7 дни“, „Нова телевизия“ и „Би Ти Ви“.

## История
Предаването стартира на 31 март 2003 г. в ефира на „7 дни“ и се излъчва по нея до 6 юни. От 1 ноември 2003 г. до 17 юли 2009 г. се излъчва по „Нова телевизия“. През това време са пробвани и различни схеми на излъчване на предаването. Освен 30-минутни епизоди всеки делничен ден, от 1 ноември 2003 до 11 юли 2004 г. предаването се излъчва само в събота и неделя с епизоди от 1 час. От 2 март 2009 г. се излъчва от 22:30. От 14 септември 2009 г. е в bTV, където остава до 5 април 2012 г. Повторенията през този период са по bTV Comedy, като от 19 септември 2011 г. има и повторения през нощта по bTV.
На 6 април 2012 г. заедно с „Пълна лудница“ предаването е свалено от ефира на телевизия bTV, според продуцентите – поради опити за цензура от страна на медията. Следва скандал между продуцентската фирма „Global Vision“ и „БТВ Медиа Груп“, който прераства в съдебен спор.
От 10 септември 2012 г. предаванията се завръщат в ефира на Нова телевизия след договорка на продуцентите с медията.
До април 2012 г. е българска версия на италианското предаване Striscia la Notizia. След завръщането си по NOVA „Господари на ефира“ вече не е във формата на италианското Striscia la Notizia (въпреки че студиото е обзаведено досущ като студиото на италианското предаване).
От 7 октомври 2015 г. до 28 декември 2018 г. в сайта на „Господари на ефира“ се пускат всеки делник цели епизоди. На 31 декември 2018 г. е излъчен последният му епизод. През май 2019 г. след прекратяване на шоуто в интернет започва да се излъчва „Господари на уеба“.

## Формат
„Господари на ефира“ е смесица от хумор, информираност, повдигане и разрешаване на обществено-социални проблеми, политическа сатира и самоирония.
В структурно отношение предаването може да бъде разделено на следните основни компоненти: разкриване и хумористичен коментар на гафове в телевизионното пространство; анализ и изказване на собствена позиция върху актуални политически и социални въпроси; репортажи с изключителен обществен ефект, които разкриват и понякога успяват да разрешат дадени проблеми; промотиране на културни събития (театрални и кинопремиери, литературни и музикални събития (в рамките на около 2 мин.); социални инициативи; рубрики.

### Водещи
Двойката водещи се разменя на всеки 3 месеца. Водещи са били актьорите Васил Василев-Зуека, Малин Кръстев, Димитър Рачков, Димитър Манчев, Васил Попов Руслан Мъйнов, Георги Мамалев, Валентин Танев, Мария Игнатова, Румен Угрински, Герасим Георгиев – Геро, Силвестър Силвестров, Милица Гладнишка и Ненчо Балабанов. Мария Игнатова е първата жена водещ на шоуто. Списък с двойките водещи и техните първи появявания в предаването:
- Васил Василев-Зуека и Малин Кръстев (първа поява – 31 март 2003 г.)
- Васил Василев-Зуека и Димитър Рачков (първа поява – 13 юни 2004 г.)
- Георги Мамалев и Руслан Мъйнов (първа поява – 17 октомври 2005 г.)
- Руслан Мъйнов и Малин Кръстев (първа поява – 11 септември 2006 г.)
- Руслан Мъйнов и Димитър Рачков (първа поява – 2 януари 2007 г.)
- Васил Попов и Димитър Манчев (първа поява – 19 март 2007 г.)
- Димитър Рачков и Валентин Танев (първа поява – 14 май 2007 г.)
- Васил Василев-Зуека и Валентин Танев (първа поява – 10 декември 2007 г.)
- Малин Кръстев и Валентин Танев (първа поява – 14 януари 2008 г.)
- Димитър Рачков и Мария Игнатова (първа поява – 31 март 2008 г.)
- Румен Угрински и Валентин Танев (първа поява – 15 декември 2008 г.)
- Васил Василев-Зуека и Мария Игнатова (първа поява – 2 ноември 2009 г.)
- Малин Кръстев и Герасим Георгиев – Геро (първа поява – 3 януари 2011 г.)
- Румен Угрински и Герасим Георгиев – Геро (първа поява – 2 януари 2012 г.)
- Мария Игнатова и Румен Угрински (първа поява – 30 май 2013 г.)
- Румен Угрински и Васил Василев-Зуека (първа поява – 3 февруари 2014 г.)
- Милица Гладнишка и Силвестър Силвестров (първа поява – 9 юни 2014 г.)
- Ненчо Балабанов и Малин Кръстев (първа поява – 1 февруари 2016 г.)
- Герасим Георгиев – Геро и Мария Игнатова (първа поява – 24 май 2018 г.)
- Васил Василев-Зуека и Ненчо Балабанов (първа поява – 3 декември 2018 г.)

През март 2010 г. повод 7-годишнината на шоуто всяка седмица двойка водещи са популярни личности:
- Любен Дилов-син и Тити Папазов (1 – 3 март)
- Красимир Минев и Томислав Русев (4 и 5 март)
- Анета Сотирова и Славчо Пеев (8 – 12 март)
- Август Попов и Влади Въргала (15 – 17 март)
- Илиана Раева и Наско Сираков (18 и 19 март)
- Андрей Слабаков и Владимир Люцканов (22 – 24 март)
- Руслан Мъйнов и Малин Кръстев (25 и 26 март)

В периода 24 – 28 март 2014 г. повод 11-годишнината на шоуто отново двойка водещи са популярни личности:
- Никол Станкулова и Калин Врачански (24 март)
- Андрей Слабаков и Юлиян Константинов (25 март)
- Александра Сърчаджиева и Милен Цветков (26 март)
- Милица Гладнишка и Ути Бъчваров (27 март)
- Латинка Петрова и Славчо Пеев (28 март)

През август 2004 г. шоуто печели първа награда в раздел „Развлекателни предавания“ на медийния фестивал в Албена.

### Адреналинки
- Теодора Стоилова „Теди“ и Евгения Радилова „Ени“ (2003 – 2005 г.)
- Яна Христова и Жанета Танева-Брейчева „Жана“ (2005 – 2009 г.)
- Александра Енева „Алекс“ и Жанета Танева-Брейчева „Жана“ (2009 г.)
- Весела Гюрова „Веси“ и Ваня Георгиева (2009 – 2011 г.)
- Александра Енева „Алекс“ и Ваня Георгиева (2011 – 2012 г.)
- Виктория Кузманова „Вики“, Камелия Аврамова „Ками“ и Пепи Ялъмова (2012 – 2015 г.)
- Лилия Милева „Лили“, Радинела Чушева „Ради“ и Даниела Николаева „Диди“ (2015 – 2018 г.)

### Репортери
- Дейвид Славчев (2003 – 2005, 2009)
- Васил Мавриков (2004 – 2009)
- Стефан Курдов (2006 – 2008)
- Боби Ваклинов (2009 – 2018)
- Влади Василев
- Дани Йорданов
- Димитър Върбанов (2006 – 2018)
- Ева Веселинова
- Виктория Симеонова
- Поли Христова „Пополина Вокс“
- Стойчо Иванов
- Илиян Велков
- Борис Касиков (2009 – 2017)
- Мариета Димитрова
- Венцислава Григорова-Павлова
- Антоан Стефанов „Тони Бутони“
- Петър Цанов
- Зорница Акимова
- Иван Димов

### Рубрики
- „Златен скункс“ – една от най-важните рубрики и символ на предаването. Статуетката „Златен скункс“ се връчва на обществено значими фигури, като „награда“ за техни грешки, фалшиви обещания или провали, както и когато се озоват в негативна за тях ситуация. Връчва се от Боби Ваклинов.
- „Бяла лястовица“ – връчва се на обикновени хора, като е „награда“ за добри дела и постъпки. Връчва се от Влади Василев.
- „Блиц интервю“ – интервюта с популярни личности по двойки.
- „Имитатор“ – имитатори на известни личности, които се появяват на различни лайфстайл събития, предизвиквайки комични ситуации.
- „На-рояци.ком“ – уникални видео-материали, събрани от Интернет пространството и подредени в класация.
- „Калеко Алеко“ – актьорска рубрика за съвременния Бай Ганьо, който чрез пътешествията си по света и колоритните си коментари, всъщност се присмива на собствените ни недъзи и комплекси.
- „Като две капки боза“ – рубрика за често удивителната прилика на известни обществени личности с филмови и анимационни герои.
- „Господар на седмицата“ – най-добрите материали в предаването от текущата седмица, подредени в класация чрез зрителско гласуване.
- „Бай Брадър“/„Баш Бай Брадър“ – пародия на известното шоу „Big Brother“/„Vip Brother“.
- „Изспортен свят“ – рубрика за издънките и гафовете в спорта. В нея са включени други подрубрики.
- „Тинтири-минтири“ (първоначално известна като „Хит парад“) – важни новини, които биват осмивани с „подходящите за целта“ песни.
- „БиБи Нюз“ – сатирични новини относно министър-председателя Бойко Борисов.
- „Facebойко“ – пародия на социалната мрежа Фейсбук с името на Бойко Борисов.
- „Гледам и не вярвам на ушите си“ – телевизионни скандали, нелепици и излагации.
- „Господари TV“ (интернет) – неизлъчвани клипове и гафове от предаването.
- „ТариКАТ парад“ – рубрика за пътни нарушения.
- „Политик фактор“ – комбинация между X Factor и политици.
- „Като две капки парлама“ – комбинация между „Като две капки вода“ и политици.
- „Лъжеш или мажеш“ – комбинация между „Пееш или лъжеш“ и политици.
- „Прес просото“ – рубрика, която коментира скандалните новини от вестниците.
- „Прес миналото“ – подрубрика на „Прес просото“, в която показват вестници от далечното минало.
- „Рап Дебат“ – рубрика, в която политици правят дебат под формата на рап.
- „Хранилка“ – рубрика, в която политици, журналисти и знаменитости се „хранят“ едни други с квалификации и обиди.
- „Жълта преса“ – сатиричен коментар върху материали от т.нар. „жълта преса“.
- „NайS, а?!“ – рубрика за подигравки и шеги с българското в чужди филми.
- „Жълтини“ („Папараци“) – любопитни истории уловени от фотографски снимки в известни списания, с коментар от предаването.
- „Жестоко“ – психолог разкрива истинските мисли и чувства на публични фигури чрез техните жестове.

## Критики и противоречия
До 2012 г. в продължение на години „Striscia la Notizia“ се излъчва в България под името „Господари на ефира“ с продуцент „Global Vision“. Предаването се излъчва по телевизия 7 дни през 2003 г., а след това до 2009 г. се прехвърля в Нова телевизия. През 2009 година изпълнителния продуцент „Global Vision“ сключва изключителен договор с „bTV Media Group“ за излъчване на предаването по bTV за срок от 3 години. През този период предаването се излъчва всеки делничен ден от 23:30ч. с повторения от 18:30ч. (по-късно 16:30ч.) по bTV и ежедневни повторения по bTV Comedy. През април 2012 заедно с „Пълна лудница“, друго предаване на продуцента, е свалено от ефира на bTV поради опити за цензура от страна на медията. Последва скандал между продуцентската фирма „Global Vision“ и „bTV Media Group“, който бе отнесен до съдебно ниво. От септември 2012 г. предаванията се завръщат в ефира на Нова телевизия след договорка на продуцентите с медията. След завръщането си „Господари на ефира“ не е по формата на италианското „Striscia la Notizia“. На 1 септември 2012 г. „bTV Media Group“ обявява, че собственикът на компанията – „Central European Media Enterprises“ („CME“) е придобил ексклузивни права върху италианския формат „Striscia la Notizia“ за територията на няколко държави, между които е и България, за период от 3 години. Оригиналната версия на развлекателно шоу в България ще носи името „Господарите“ и ще се излъчва в каналите на „bTV Media Group“. От „bTV Media Group“ обявяват, че рекламните послания на Нова телевизия са подвеждащи за аудиторията и създават опасения за възможно неправомерно използване на елементи от италианския формат в шоуто по Нова телевизия. Нова телевизия обявяват, че обвиненията на bTV и „Media Pro“ са неоснователни, тъй като марката „Господари на ефира“ е създадена и регистрирана от „Global Vision“ и съответно нямат право да се предявяват претенции. От „Global Films“ обявят, че ще съдят „Media Pro“ и bTV за неправомерно използване на тяхната марка „Господари“.
През февруари 2013 г. Слави Трифонов завежда дело срещу компанията на Магърдич Халваджиян и Джуди Халваджиян „Глобал Вижън“, които са продуценти на „Господари на ефира“ за това, че са нарушили правата на „Седем-осми“ чрез използване на откъси от „Шоуто на Слави“ по неправомерен начин. В началото на сезон 15 (2017 – 2018) става ясно, че това дело е спечелено от „Глобал Вижън“.
На 4 март 2013 г. поради това дело от Трифонов, продукцията става „Глобъл Фрейм“.
На 30 май 2013 г. следва финала на „Пълна лудница“. Предаването свършва по неясни причини – решение на продуцентите.
След атентатите в Париж през ноември 2015 г. от предаването се опитват да връчат Златен скункс на Венелин Петков заради според тях неадекватното отразяване на новините от френската столица. В отговор на определяното от някои присъстващи като нахално и невъзпитано отношение от страна на Боби Ваклинов, Петков реагира гневно и изхвърля скункса пред камерата на предаването.
На 26 септември 2018 г. от предаването твърдят, че репортера им Димитър Върбанов е нападнат и пребит в склад за храна с изтекъл срок на годност във Велико Търново, след 2 дни на записа от охранителните камери на склада се вижда, че той сам е паднал на пода. В резултат от предаването уволняват репортера и му връчват „Златен скункс“, обвинявайки единствено него за случилото се, променяйки заглавието на материала, с който „съобщават“ за „побоя“ и не давайки обяснения как оператора или друг член на техническия екип не е забелязал какво в действителност се е случило.